# Viringili
«  Vilingili » redirige ici. Ne pas confondre avec Villingili.
Viringili, aussi appelée Vilingili, est une île inhabitée d'Inde située dans l'océan Indien et faisant partie de l'atoll de Minicoy.

## Géographie

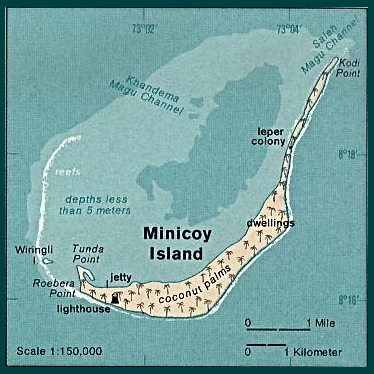
Carte de Minicoy montrant Viringili dans le Sud-Ouest de l'atoll.

Baignée par la mer des Laquedives, Viringili se situe dans le sud-ouest de Minicoy, un atoll du territoire indien de Lakshadweep. Elle se situe juste à l'ouest de Tunda Point, l'extrémité sud-ouest de l'île Minicoy, la deuxième île de l'atoll. De forme ovale, elle mesure 200 mètres de longueur.
Elle est couverte d'une végétation tropicale composée de buissons et de quelques cocotiers.

## Histoire
Aujourd'hui inhabitée, Viringili constituait une léproserie pour les malades de l'île Minicoy.